# Melissa (artiste)
Pour les articles homonymes, voir Melissa.
 (février 2025).
Melissa Shehab, dite Melissa, est une chanteuse libanaise, née le 9 février 1982 à Baraachit.

## Carrière
Melissa a été découverte par les producteurs de musique Fady Bitar et Jean Saliba. Lorsqu'elle a sorti son premier album, Baddi Mennak, elle a signé avec Alam El Phan[source secondaire souhaitée], un label égyptien connu pour être le label de Samira Said et Haifa Wehbe. Le deuxième album de Melissa, Mfakar Halak Min, est sorti via son label Rotana Records. Son troisième album, Min Meen Khayef, est sorti en 2013 sous Dilara Music Production.[réf. nécessaire]
Au niveau international, Melissa est connue pour ses collaborations avec le chanteur américano-sénégalais Akon dans la chanson Yalli Naseeni avec le disc-jockey Dr Alban.

## Discographie

### Albums studio
| Titre                                        | Détails de l'album |
| -------------------------------------------- | --- |
| Baddi Mennak (I Want From You)               | - Sortie : 2006 - Étiquette : Alam El Phan - Titre arabe : بدي منك - Formats : CD, streaming, téléchargement numérique                |
| Mfaker Halak Min (Who Do You Think You Are)) | - Sortie : 2008 - Étiquette : Rotana Records - Titre arabe : مفكر حالك مين - Formats : CD, streaming, téléchargement numérique        |
| Min Meen Khayef (From Who Are You Afraid     | - Sortie : 2013 - Étiquette : Dilara Music Production - Titre arabe : من مين خايف - Formats : CD, streaming, téléchargement numérique |

### Titres

#### En tant qu'artiste solo
| "Nanana" (Na Na Na)                                                                        | 2013 | 11 |  | Min Meen Khayef |
| « — » désigne un titre qui n'a pas été publié ou qui n'a pas été classé sur ce territoire. |      |    |  |                 |

#### En tant qu'artiste vedette[Quoi ?]
- Habibi (Somebody Call My Name) aka (Baby) (Dr. Alban ft. Melissa), 2008